# Związek Insurekcyjno-Monarchiczny Wyjarzmicieli
Związek Insurekcyjno-Monarchiczny Wyjarzmicieli (Towarzystwo Wyjarzmicieli) – tajna polska organizacja emigracyjna, związana z obozem Hotel Lambert, założona w Paryżu w  1837 z przekształcenia niższych stopni wtajemniczenia Związku Jedności Narodowej. Istniała do 1847, od 1843 podporządkowana Towarzystwu Monarchicznemu Trzeciego Maja.
Współzałożycielem i długoletnim prezesem związku był hrabia Narcyz Olizar.